# Préfecture autonome tujia et miao de Xiangxi
La préfecture autonome tujia et miao de Xiangxi (chinois : 湘西土家族苗族自治州 ; pinyin : Xiāngxī tǔjiāzú miáozú zìzhìzhōu) est une subdivision administrative du nord-ouest de la province du Hunan en Chine. Son chef-lieu est la ville de Jishou. Cette préfecture est également surnommée Miaojiang (苗疆, miáojiāng, « limite ou frontière Miao »)

## Subdivisions administratives
La préfecture autonome tujia et miao de Xiangxi exerce sa juridiction sur huit subdivisions - une ville-district et sept xian  :
- la ville de Jishou - 吉首市, jíshǒu shì  ;
- le xian de Luxi - 泸溪县, lúxī xiàn  ;
- le xian de Fenghuang - 凤凰县, fènghuáng xiàn  ;
- le xian de Huayuan - 花垣县, huāyuán xiàn  ;
- le xian de Baojing - 保靖县, bǎojìng xiàn  ;
- le xian de Guzhang - 古丈县, gǔzhàng xiàn  ;
- le xian de Yongshun - 永顺县, yǒngshùn xiàn  ;
- le xian de Longshan - 龙山县, lóngshān xiàn.

## Culture
La population de la préfecture est composée, au recensement de 2000, à 74,56 % par des minorités, avec notamment plus d'1 million de Tujia.
Parmi le patrimoine culturel de la préfecture on peut citer :
- la Grande muraille du Sud de la Chine (中国南长城), également appelée localement longue muraille Miao-jiang (苗疆长城, miáo jiāng chángchéng) ;
- le xian de Fenghuang et son village pittoresque ;
- le pittoresque également bourg de Furong sur le territoire du xian de Yongshun.
- Le pittoresque bourg de Pushi, classé sur la liste des sites historiques et culturels majeurs protégés au niveau national.